# Cenlle
Cenlle est une commune de la comarque d'O Ribeiro, province d'Ourense en Galice (Espagne). Le chef lieu de la commune est la localité de Santa María de Cenlle. Commune située entre la rivière Avia et le fleuve Miño. Population recensée en 2003 : 1 601 habitants, en 2004 : 1 575 habitants.

## Galerie

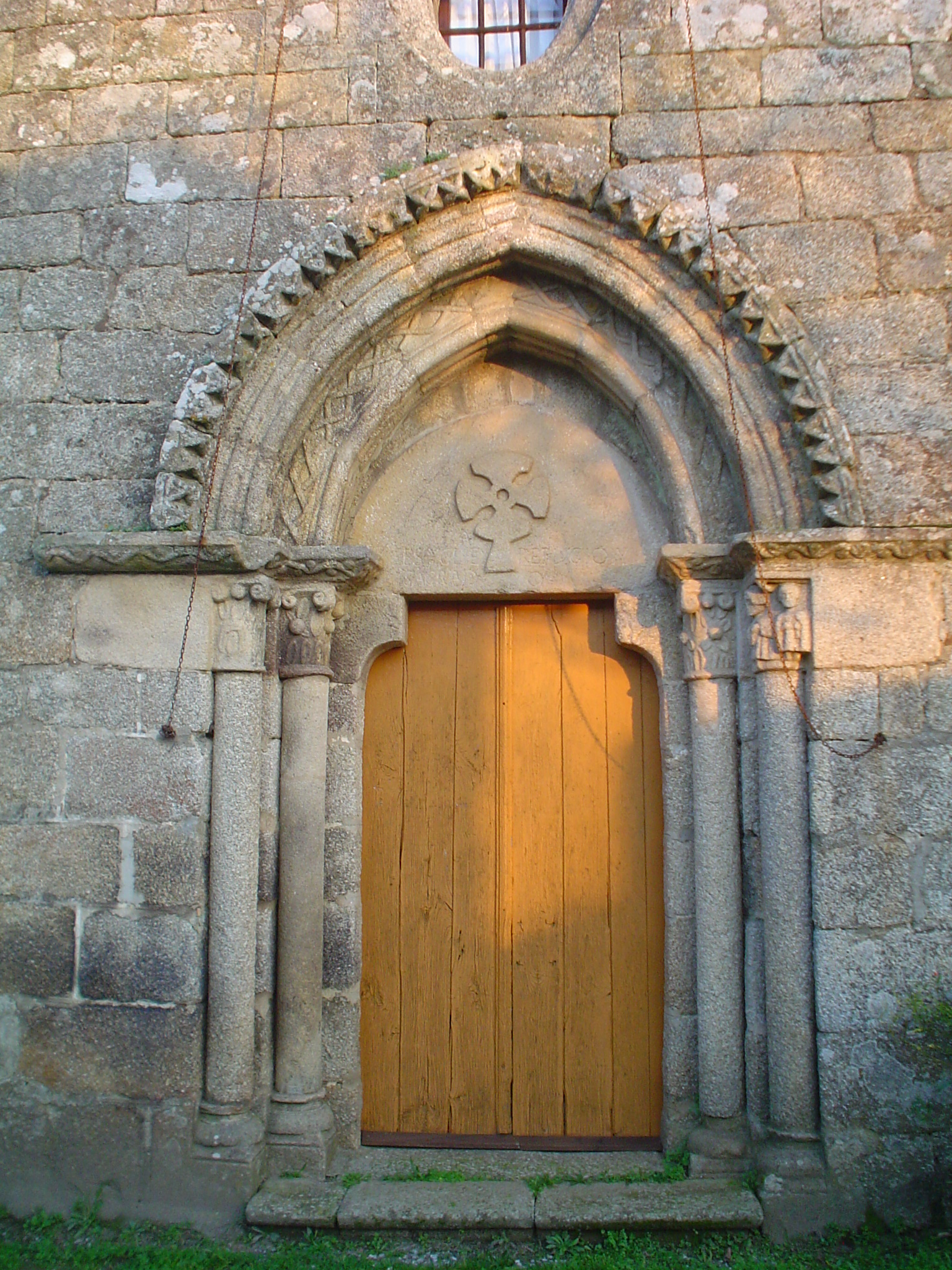
Façade de l'église
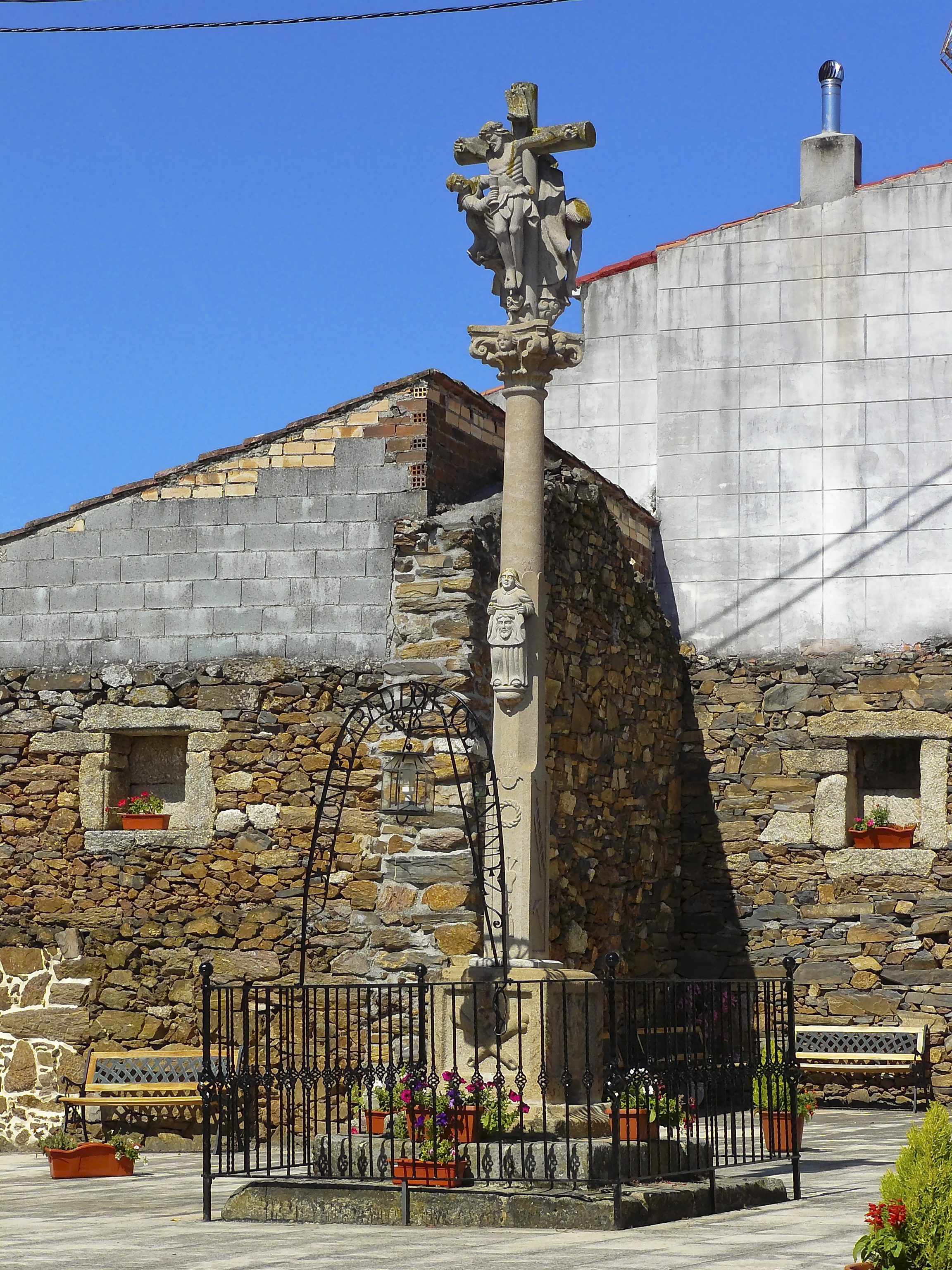
Croix